# Philipp Gassner
Philipp Gassner (Feldkirch, 30 de agosto de 2003) es un futbolista austriaco, nacionalizado liechtensteiniano, que juega en la demarcación de delantero para el VfB Hohenems de la Austrian Regional League.

## Selección nacional
Tras jugar en la selección de fútbol sub-15 de Liechtenstein, la selección sub-17 y en la selección sub-21, finalmente el 14 de junio de 2022 hizo su debut con la selección absoluta en un encuentro de la Liga de Naciones de la UEFA 2022-23 contra Letonia que finalizó con un resultado de 0-2 a favor del combinado letón tras un doblete de Vladislavs Gutkovskis.

## Clubes
| Club             | País    | Año       | Partidos | Goles |
| ---------------- | ------- | --------- | -------- | ----- |
| FC Dornbirn 1913 | Austria | 2022-2024 | 22       | 0     |
| VfB Hohenems     | Austria | 2024-     | 10       | 4     |